# ドーニャ・イサベル・デ・ポルセールの肖像
『ドーニャ・イサベル・デ・ポルセールの肖像』（ドーニャ・イサベル・デ・ポルセールのしょうぞう、英: Retrato de Doña Isabel de Porcel, 英: Portrait of Doña Isabel de Porcel）は、スペインのロマン主義の巨匠フランシスコ・デ・ゴヤが1805年以前に制作した肖像画である。油彩。ゴヤを代表する肖像画の1つで、啓蒙派のアントニオ・ポルセル（Antonio Porcel Román, 1775年-1832年）の2番目の妻イサベル・デ・ポルセール（Isabel de Porcel）を描いている。現在はロンドンのナショナル・ギャラリーに所蔵されている。

## 制作経緯

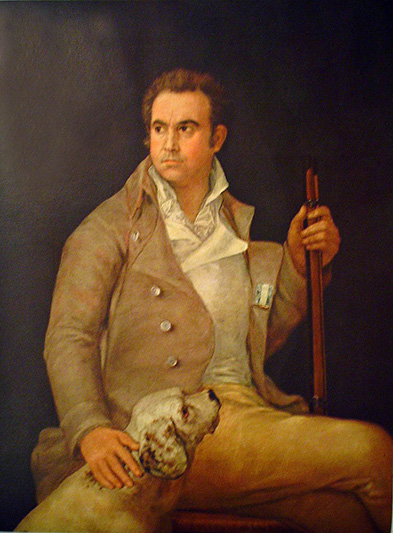
『アントニオ・ポルセールの肖像』。1953年に火災で焼失。

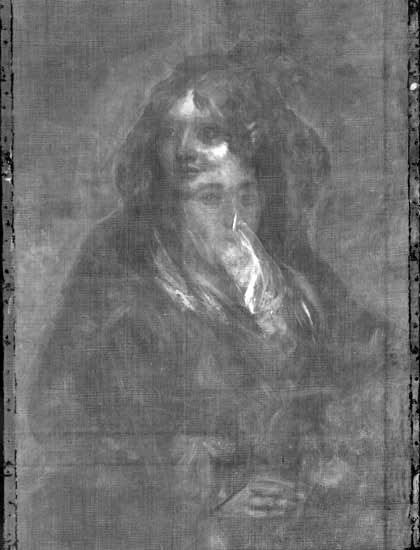
X線撮影された肖像画。

イサベルは1780年頃にスペインのマラガ県ロンダで生まれた。夫であるアントニオ・ポルセールと出会ったのはイザベルが20歳のときで、彼女より25歳年上であった。スペインのアメリカ植民地の大臣であったアントニオは啓蒙的な考えの持ち主で、平和公マヌエル・デ・ゴドイの同僚であり、啓蒙時代の重要人物であった政治家、哲学者のガスパール・メルチョール・デ・ホベリャーノスの友人であった。イザベルは1802年にアントニオと結婚し、4人の子供が生まれた。夫の知人が重要な政治家であったことから、近隣に住んでいたゴヤとの交流が生まれた。イサベルの肖像画は夫妻のもてなしに対する画家の返礼として贈られたものと言われている。ゴヤは1806年にアントニオの肖像画も制作している。1842年に死去。

## 作品
半身像として表された肖像画には、白いシャツと黒いマンティーリャという当時のスペインの典型的な衣装を着た若い女性が描かれている。彼女の「マハ」（Majo）衣装にもかかわらず、生地の豊かさと淑女のような外観が肖像画に貴族的な優雅さを与えている。当時、裕福なスペインの「当世風の人々」は、ゴヤの有名な『着衣のマハ』（La maja vestida）に見られるように、しばしば下層階級の都会的な洒落男やそれに相当する女性のファッションスタイルを取り入れていた。
肖像画は両腕を腰に当てた毅然としたイサベルの身振りと自信が際立っている。イサベルの瞳と髪は明るい茶色をしており、肌は白く、身体はわずかに左側を向いているが、頭部は反対側を向いてバランスをとっている。ゴヤは構図に二次的なオブジェクトを追加することなく、写実主義と奥行きを達成している。細部の描写も卓越しており、特にレースの透明感を鮮やかに表現した独特のジグザグの模様は注目に値する。この肖像のユニークな側面の1つは、女性が鑑賞者ではなく、画面の左側を向いていることである。
『アントニオ・ポルセールの肖像』は本作品よりもサイズが大きく、対として制作された作品ではないと思われる。この作品は1953年にブエノスアイレスのジョッキー・クラブが暴動で破壊された際に発生した火災で失われた。
モデルの女性がイサベル・デ・ポルセールであることは、キャンバス裏面に記されたゴヤの碑文から明らかである。近年、一部の研究者はゴヤの帰属について疑問を投げかけている。並外れた才能で描かれているが、ゴヤの他の肖像画と比較すると、その筆致は透明感や質感を描写する際の繊細さを欠いている。またイサベルの描写はカリスマ的な魅力を感じさせる一方、彼女の心理がどのような状態であるのか理解しがたい。この点においてゴヤの肖像画は常に優れていた。
1980年にイサベルの肖像画の保全処理が行われたが、その際にX線撮影による調査が行われた。すると肖像画の下から別の人物の肖像画が発見された。この下層の肖像画は人物の頭部とストライプの上着がはっきりと確認できる。この2つの絵画層の間にはワニス層や埃などの汚れが確認できないため、下層の肖像画がモデルとなった人物の手に渡ったことはないと考えられている。さらに、イサベルの肖像画を描くために下塗りが施された形跡もなく、下層の肖像画が描かれてから間を置かずにその上に直接描かれたようである。これは19世紀初頭のスペインの政治的混乱により、キャンバスが入手困難であったこと、後援者の地位が不安定であったことを示している。そのため、ゴヤに限らず、画家たちはキャンバスを再利用するなどして政治情勢の変化に対応する必要があった。

## 来歴
肖像画はグラナダのポルセル・イ・ザヤス家（Porcel y Zayas family）で相続されていたが、その後売却され、ドン・イシドロ・デ・ウルザイズ・ガロ（Don Isidro de Urzáiz Garro）、その遺産相続人アンドレス・デ・ウルザイズ（Andrés de Urzáiz）によって所有された。ナショナル・ギャラリーは1896年6月にアンドレス・デ・ウルザイズから肖像画を約404ポンドで購入した。ナショナル・ギャラリーはその1か月前に最初のゴヤのコレクションとして『ピクニック』（Un picnic）と『魔法にかけられた男』（El hombre embrujado）の2作品を購入しており、本作品はナショナル・ギャラリーが収集したゴヤの最初の作品の1つであるとともにゴヤの最初の肖像画となった。

## 影響
1967年にBBCでドラマ化された『フォーサイト・サーガ』のいくつかのエピソードで使用された。